# Augustín Antalík
Augustín Antalík (* 30. srpna 1953) je bývalý slovenský fotbalový útočník.

## Fotbalová kariéra
V československé lize hrál za Baník Ostrava a Plastiku Nitra. Nastoupil ve 196 ligových utkáních a dal 32 gólů. S Baníkem Ostrava získal dvakrát ligový titul. V nižší soutěži hrál před přestupem do Baníku Ostrava za Baník Prievidza.

## Ligová bilance
| Ročník                                      | Zápasy | Góly | Minuty | Klub            |
| ------------------------------------------- | ------ | ---- | ------ | --------------- |
| 1. slovenská národní fotbalová liga 1976/77 | -      | -    | -      | Baník Prievidza |
| 1. československá fotbalová liga 1976/77    | 8      | 1    | -      | Baník Ostrava   |
| 1. československá fotbalová liga 1977/78    | 23     | 3    | 1969   | Baník Ostrava   |
| 1. československá fotbalová liga 1978/79    | 29     | 4    | 2599   | Baník Ostrava   |
| 1. československá fotbalová liga 1979/80    | 28     | 2    | 1793   | Baník Ostrava   |
| 1. československá fotbalová liga 1980/81    | 28     | 6    | 2071   | Baník Ostrava   |
| 1. československá fotbalová liga 1981/82    | 30     | 7    | 2243   | Baník Ostrava   |
| 1. československá fotbalová liga 1982/83    | 26     | 7    | 1662   | Baník Ostrava   |
| 1. československá fotbalová liga 1983/84    | 9      | 1    | 526    | Baník Ostrava   |
| 1. československá fotbalová liga 1983/84    | 15     | 1    | 1305   | Plastika Nitra  |
| CELKEM                                      | 196    | 32   | 14168  |                 |